# Planorbidae
Planorbidae Rafinesque, 1815 è una famiglia di molluschi gasteropodi d'acqua dolce del superordine Hygrophila. Rappresenta la più grande famiglia di lumache polmonate acquatiche e alcune specie sono di interesse per gli appassionati di acquariofilia.

## Distribuzione e habitat
La famiglia ha un areale olartico e i molluschi che vi appartengono vivono su piante acquatiche d'acqua dolce, per la maggior parte preferendo stabilirsi in laghetti, laghi e paludi, in presenza di acque dalla debole corrente o stagnanti.

## Tassonomia
Comprende le seguenti sottofamiglie:
- Sottofamiglia Ancylinae Rafinesque, 1815
  - Tribù Ancylini Rafinesque, 1815
    - Ancylus O.F. Müller, 1773
    - Ferrissia B. Walker, 1903
    - Pettancylus Iredale, 1943
    - Rhodacmea B. Walker, 1917
    - Stimulator Iredale, 1944

  - Tribù Laevapicini Hannibal, 1912
    - Anisancylus Pilsbry, 1924
    - Gundlachia L. Pfeiffer, 1849
    - Hebetancylus Pilsbry, 1914
    - Laevapex B. Walker, 1903
    - Sineancylus Gutiérrez Gregoric, 2014
    - Uncancylus Pilsbry, 1914

- Sottofamiglia Miratestinae P. Sarasin & F. Sarasin, 1897
  - Amerianna Strand, 1928
  - Ancylastrum Bourguignat, 1853
  - Bayardella J.B. Burch, 1977
  - Glyptophysa Crosse, 1872
  - Isidorella Tate, 1896
  - Kessneria J.C. Walker & Ponder, 2001
  - Leichhardtia J.C. Walker, 1988
  - Miratesta P. Sarasin & F. Sarasin, 1897
  - Patelloplanorbis Hubendick, 1957
  - Protancylus P. Sarasin & F. Sarasin, 1897

- Sottofamiglia Planorbinae Rafinesque, 1815
  - Tribù Camptoceratini Dall, 1870
    - Camptoceras Benson, 1843
    - Culmenella Clench, 1927

  - Tribù Coretini Gray, 1847
    - Planorbarius Duméril, 1805

  - Tribù Drepanotrematini Zilch, 1959
    - Antillorbis Harry & Hubendick, 1964
    - Drepanotrema P.Fischer & Crosse, 1880

  - Tribù Helisomatini F.C. Baker, 1928
    - Acrorbis Odhner, 1937
    - Biomphalaria Preston, 1910
    - Helisoma Swainson, 1840
    - Menetus H.Adams & A.Adams, 1855
    - Parapholyx Hanna, 1922
    - Pecosorbis D.W. Taylor, 1985
    - Planorbella Haldeman, 1843
    - Planorbula Haldeman, 1840
    - Promenetus F.C. Baker, 1935

  - Tribù Neoplanorbini Hannibal, 1912
    - Amphigyra Pilsbry, 1906
    - Neoplanorbis Pilsbry, 1906

  - Tribù Planorbini Rafinesque, 1815
    - Afrogyrorbis Starobogatov, 1967
    - Anisus S. Studer, 1820
    - Armiger Hartmann, 1843
    - Bathyomphalus Charpentier, 1837
    - Choanomphalus Gerstfeldt, 1859
    - Gyraulus Charpentier, 1837
    - Hovorbis D.S. Brown & Mandahl-Barth, 1973
    - Planorbis O. F. Müller, 1773

  - Tribù Segmentinini F.C. Baker, 1945
    - Helicorbis Benson, 1855
    - Hippeutis Charpentier, 1837
    - Intha Annandale, 1922
    - Kolhymorbis Starobogatov & Streletzkaja, 1967
    - Lentorbis Mandahl-Barth, 1954
    - Polypylis Pilsbry, 1906
    - Segmentina J. Fleming, 1818
    - Segmentorbis Mandahl-Barth, 1954
    - Trochorbis Benson, 1855

- incertae sedis
  - Perrinilla Hannibal, 1912